# Jean-Louis Duport
Pour les articles homonymes, voir Duport.
Jean-Louis Duport (né le 4 octobre 1749, mort le 7 septembre 1819), souvent désigné comme Duport le cadet ou le jeune pour le distinguer de son frère aîné Jean-Pierre Duport, fut un violoncelliste français.

## Biographie
Il commença par étudier la danse, le violon, avant d'adopter le violoncelle à l'exemple de son frère, Jean-Pierre, qui a été son professeur.
Ses débuts au Concert Spirituel en 1768 sont si triomphaux qu'on le réclame partout : à la Société Olympique, au Concert des amateurs, chez le baron de Bagge.
Il épouse Louise Celeste Tassaert (1771-1818) la fille du sculpteur Jean-Pierre-Antoine Tassaert. En 1789, fuyant la Révolution, il rejoint à Berlin son frère, qui y est musicien à la Chapelle Royale depuis 1773, d'abord engagé par Frédéric le Grand, puis, après qu'il eut succédé à son oncle en 1786, par Frédéric-Guillaume II, lui aussi violoncelliste. Jean-Louis est également engagé et perçoit d'excellents revenus. 
Après l'invasion de Napoléon en 1806, il regagne la France, à Marseille d'abord, puis à Paris en 1813. Il devient professeur au Conservatoire de Paris et premier violoncelle à la Chapelle Impériale.

## Influence
Il fit faire de grands progrès à la technique du violoncelle. Pendant son séjour à Berlin, il rédigea son Essai sur les doigtés du violoncelle, et sur la conduite de l'archet avec une suite d’exercices.
Wolfgang Amadeus Mozart composa, en 1789, ses Variations K 573 sur le thème du menuet de la Sonate pour violoncelle et basse op. 4 numéro 6 de son frère, Jean-Pierre Duport -dit « l'aîné »-, (Paris, 27 novembre 1741-Berlin, 31 décembre 1818). 
En 1796, Jean-Louis créa les sonates pour violoncelle et piano de l'opus 5 de Ludwig van Beethoven, avec le compositeur au piano ; selon Walter Willson Cobbett : “…C’est soit avec Jean-Louis Duport, soit avec son frère que Beethoven a joué les deux sonates pour violoncelle et piano, op.5, à la cour de Prusse en 1796".

## Œuvres
- Traité : Essai sur le doigté du violoncelle et la conduite de l'archet (1804)
- 6 concertos à violoncelle principal, op. 1 (1785) et op. 2 (1788)
- des sonates pour violoncelle et basse
- études pour le violoncelle
- pièces pour violoncelle et harpe, écrites avec Nicolas-Charles Bochsa et François-Joseph Naderman, op. 40, 69, 70

## Son Stradivarius
Il jouait un violoncelle de Stradivarius datant de 1711, nommé en son honneur le Duport, joué par Mstislav Rostropovitch jusqu'à la mort de ce dernier survenue en avril 2007.
En 1812 à Paris il eut une amusante rencontre avec Napoléon, qui insista pour tenir l'instrument de Stradivarius entre ses bottes à éperons, criant : « Comment diable tenez-vous cette chose, Monsieur Duport ? » Duport, qui avait tellement peur que Napoléon l'endommageât, l'implora d'un Sire si inquiet, que Napoléon le lui rendit. En fait, on raconte que l'Empereur est responsable de l'accroc encore visible sur le Duport aujourd'hui[réf. nécessaire].

## Iconographie
À Paris, le musée de la musique conserve son portrait peint par Remi-Fursy Descarsin en 1785.